# بومباي بيتش (كاليفورنيا)
بومباي بيتش (بالإنجليزية: Bombay Beach CDP, California)‏ هي منطقة سكنية تقع بولاية كاليفورنيا في الولايات المتحدة. تبلغ مساحتها 2.44 كم2، وترتفع عن سطح البحر -67.9704 م، بلغ عدد سكانها 295 نسمة في عام 2010 حسب إحصاء مكتب تعداد الولايات المتحدة وتصل الكثافة السكانية فيها 120.9 نسمة لكل كيلومتر مربع (313.1/ميل2).

## التركيبة السكانية
حدّد مكتب تعداد الولايات المتحدة بيانات التركيبة السكانية لبومباي بيتش في تعداد الولايات المتحدة. في ما يلي، التركيبة السكانية حسب تعدادي 2000 و2010.

### تعداد عام 2000
بلغ عدد سكان بومباي بيتش 366 نسمة بحسب تعداد عام 2000، وبلغ عدد الأسر 178 أسرة وعدد العائلات 94 عائلة مقيمة في المنطقة السكنية. في حين سجلت الكثافة السكانية 150 نسمة لكل كيلومتر مربع (388.5/ميل2). وبلغ عدد الوحدات السكنية 440 وحدة بمتوسط كثافة قدره 180.3 لكل كيلومتر مربع (467.0/ميل2).
وتوزع التركيب العرقي للمنطقة السكنية بنسبة 71.31% من البيض و18.58% من الأمريكيين الأفارقة و0.55% من الأمريكيين الأصليين و0.27% من الأمريكيين ذوي الأصول الآسيوية و4.10% من الأعراق الأخرى و5.19% من عرقين مختلطين أو أكثر و18.58% من الهسبانيون أو اللاتينيون من أي عرق.
بلغ عدد الأسر 178 أسرة كانت نسبة 18.5% منها لديها أطفال تحت سن الثامنة عشر تعيش معهم، وبلغت نسبة الأزواج القاطنين مع بعضهم البعض 38.8% من أصل المجموع الكلي للأسر، ونسبة 10.7% من الأسر كان لديها معيلات من الإناث دون وجود شريك، بينما كانت نسبة 3.4% من الأسر لديها معيلون من الذكور دون وجود شريكة وكانت نسبة 47.2% من غير العائلات. تألفت نسبة 40.4% من أصل جميع الأسر من عدة أفراد يعيشون في نفس المنزل ونسبة 25.8% كانت تتألف من شخص يعيش بمفرده يبلغ من العمر 65 عاماً أو أكثر. وبلغ متوسط حجم الأسرة المعيشية 2.06، أما متوسط حجم العائلات فبلغ 2.78.
بلغ العمر الوسطي للسكان 52.6 عاماً. وكانت نسبة 18.3% من القاطنين تحت سن الثامنة عشر، وكانت نسبة 3% بين الثامنة عشر والرابعة والعشرين عاماً، ونسبة 19.7% كانت واقعةً في الفئة العمرية ما بين الخامسة والعشرين والرابعة والأربعين عاماً، ونسبة 26.2% كانت ما بين الخامسة والأربعين والرابعة والستين، ونسبة 32.8% كانت ضمن فئة الخامسة والستين عاماً فما فوق. يوجد لكل 100 أنثى 92.6 ذكر، ويوجد لكل 100 أنثى في الثامنة عشر من عمرها فما فوق 99.3 ذكر.
بلغ متوسط دخل الأسرة في المنطقة السكنية 17,708 دولارًا، أما متوسط دخل العائلة فبلغ 19,511 دولارًا. وكان متوسط دخل الذكور 31,250 دولارًا مقابل 14,213 دولارًا للإناث. وسجل دخل الفرد الخاص بالمنطقة السكنية 10,535 دولارًا. وكانت نسبة 12.1% من العائلات ونسبة 27.8% من السكان تحت خط الفقر، وكان من هؤلاء نسبة 39.8% تحت سن الثامنة عشر ونسبة 14% في الخامسة والستين من العمر وما فوق.

### تعداد عام 2010
بلغ عدد سكان بومباي بيتش 295 نسمة بحسب تعداد عام 2010، وبلغ عدد الأسر 175 أسرة وعدد العائلات 68 عائلة مقيمة في المنطقة السكنية. في حين سجلت الكثافة السكانية 120.9 نسمة لكل كيلومتر مربع (313.1/ميل2). وبلغ عدد الوحدات السكنية 449 وحدة بمتوسط كثافة قدره 184 لكل كيلومتر مربع (476.6/ميل2).
وتوزع التركيب العرقي للمنطقة السكنية بنسبة 75.59% من البيض و12.54% من الأمريكيين الأفارقة و2.71% من الأمريكيين الأصليين و0.34% من الأمريكيين ذوي الأصول الآسيوية و7.46% من الأعراق الأخرى و1.36% من عرقين مختلطين أو أكثر و20% من الهسبانيون أو اللاتينيون من أي عرق.
بلغ عدد الأسر 175 أسرة كانت نسبة 10.9% منها لديها أطفال تحت سن الثامنة عشر تعيش معهم، وبلغت نسبة الأزواج القاطنين مع بعضهم البعض 29.1% من أصل المجموع الكلي للأسر، ونسبة 7.4% من الأسر كان لديها معيلات من الإناث دون وجود شريك، بينما كانت نسبة 2.3% من الأسر لديها معيلون من الذكور دون وجود شريكة وكانت نسبة 61.1% من غير العائلات. تألفت نسبة 55.4% من أصل جميع الأسر من عدة أفراد يعيشون في نفس المنزل ونسبة 29.1% كانت تتألف من شخص يعيش بمفرده يبلغ من العمر 65 عاماً أو أكثر. وبلغ متوسط حجم الأسرة المعيشية 1.69، أما متوسط حجم العائلات فبلغ 2.54.
بلغ العمر الوسطي للسكان 58.5 عاماً. وكانت نسبة 10.2% من القاطنين تحت سن الثامنة عشر، وكانت نسبة 5.4% بين الثامنة عشر والرابعة والعشرين عاماً، ونسبة 12.2% كانت واقعةً في الفئة العمرية ما بين الخامسة والعشرين والرابعة والأربعين عاماً، ونسبة 33.2% كانت ما بين الخامسة والأربعين والرابعة والستين، ونسبة 39% كانت ضمن فئة الخامسة والستين عاماً فما فوق. وتوزع التركيب الجنسي للسكان بنسبة 53.2% ذكور و46.8% إناث.